# 列昂尼德·勃列日涅夫的影响
要想充分了解苏联晚期历史及其继任者俄罗斯联邦，需要评估苏联共产党中央委员会第三任总书记和两任最高苏维埃主席团主席列昂尼德·勃列日涅夫对后世的影响。列昂尼德·勃列日涅夫自1964年起担任苏共领导人，直至1982年逝世，其18年的统治被认为是苏联晚期社会和经济停滞的时期。
尽管他在国内的改革失败，但他的外交国防政策巩固了苏维埃社会主义共和国的超级大国地位。他在公民之间的受欢迎度于其晚年减弱。苏联人民对共产主义和马克思列宁主义的信仰慢慢凋谢，但依然继续支持的迹象是显而易见的，即便是在他去世的前夜。他死后，政治角力给他和他的家人招来了严重批评。苏联最后一任领导人米哈伊尔·戈尔巴乔夫引起了共产党员和批评勃列日涅夫统治的苏联人民的支持，而他的统治被称为“停滞时代”。
勃列日涅夫除了留给国家社交经济的停滞，还有政治和个人价值遗产。勃列日涅夫逝世时，他还留下了一个老人政治，一群明显比大多数成年人要年长的领导人（例如安德罗波夫继任时已经67岁，契尔年科年纪更大，他72岁继任苏联领导人）。历史学家大都认为勃列日涅夫的统治是停滞的主要成因之一。然而，根据2006年进行的一项调查，61%的受访民众认为勃列日涅夫时代对俄罗斯是有利的。

## 直接影响

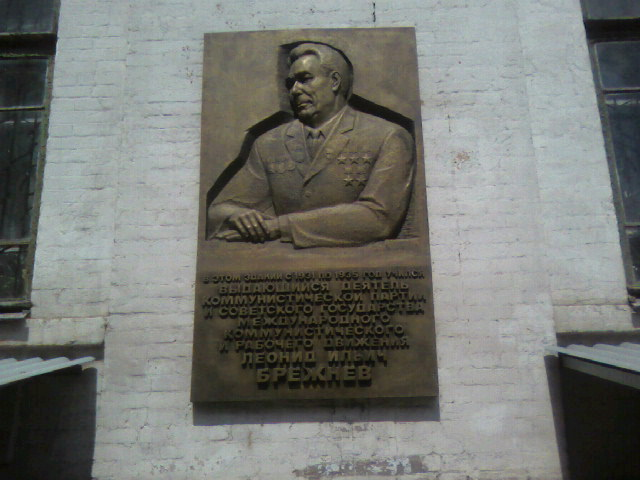
安装在第聂伯罗仁斯克大学外墙的勃列日涅夫牌匾

列昂尼德·勃列日涅夫于1982年11月10日逝世时，尤里·安德罗波夫当选为委员会主席，负责安排勃列日涅夫的葬礼。《时代》表示勃列日涅夫的逝世被大量苏联人哀悼。第一世界评论员认为这是安德罗波夫将成为勃列日涅夫的继任者，担任总书记的证明。勃列日涅夫任职期间，政治腐败现象大幅增长，到20世纪80年代成为了苏联经济发展的重要问题。为此，安德罗波夫曾发起全国性的反腐运动。他认为，如果苏联政府能提高工人阶级的自律意识，经济将有可能恢复。勃列日涅夫政权也受到了思想松懈，自我放纵的指责。勃列日涅夫建立起的老人政治被安德罗波夫慢慢淘汰，新成员被任命为党的“中心”，比如未来的总理尼古拉·伊万诺维奇·雷日科夫和首席理论家叶戈尔·利加乔夫。苏联外交政策也在勃列日涅夫最后几年里出了差池，到1982年6月他出事前夕，罗纳德·里根将苏联归类为“邪恶帝国”。这种强硬的外交立场在戈巴契夫倡导“新思维”前并没有消亡。苏联人民对马列主义的支持依然很明显，但他的支持基础在勃列日涅夫时期慢慢衰退。苏联人民对自由民主制和多党制等概念仍保持谨慎态度，也正因为如此，马列主义在该国仍然保持着领先的信念。由于20世纪60年代的大规模扩军，苏联本身就能够确保勃列日涅夫统治时期的超级大国地位。
勃列日涅夫的家人尤里·勃列日涅夫、加林娜·勃列日涅娃和尤里·丘尔巴诺夫均被调查。除了加琳娜，其他所有人都在戈巴契夫执政时期以政治腐败的罪名被逮捕。勃列日涅夫的女婿丘尔巴诺夫被指控大规模贪污腐败而判处13年有期徒刑。到1988年12月，丘尔巴诺夫的所有国家荣誉被剥夺，还被送到劳改营。加琳娜和勃列日涅夫的其他家人一同失去了他们的国家特权。以勃列日涅夫的名字命名的城市恢复旧名卡马河畔切尔内，苏联领导层希望重新命名所有叫勃列日涅夫的乡镇、街道、工厂和事业单位。这实际上是由当局于1988年12月实行的，当时苏维埃政府发布声明，宣布所有叫勃列日涅夫和康斯坦丁·乌斯季诺维奇·契尔年科的城镇、街道、工厂和机关恢复原名。他的孙子安德烈·勃列日涅夫表示，勃列日涅夫这个名字成为了家庭的诅咒，有几个家人被迫辞职和被朋友抛弃。曾夸大他在二战中的角色的勃列日涅夫于1989年9月21日被最高苏维埃撤回胜利勋章。
在戈巴契夫执政时期，勃列日涅夫的统治略逊色于斯大林。在一项民意测试调查中，只有7%的人选择勃列日涅夫时代是好的选项，而10%的受访者认为斯大林时代很好。随着苏联解体和叶利钦后来的市场改革，许多前俄羅斯人开始怀念勃列日涅夫时代，他们想念那个时代的稳定性，而这在后来的戈巴契夫和叶利钦时代失去了。

## 历史评价
历史学家表达了对勃列日涅夫及其统治的批评。跟他打交道的学术文献稀缺，并在他去世后立刻被排除在外且绝大多数是负面的。用英语甚至俄罗斯文学撰写的勃列日涅夫著作一直。《勃列日涅夫再思考》（Brezhnev Reconsidered）作者马克·桑德（Mark Sandle）和埃德温·培根（Edwin Bacon）认为，勃列日涅夫很少引起媒体注意，这种对其统治的共识在他去世后不久形式；从字面意义上看，他的统治是停滞的主要原因之一。苏联最后一任领导人戈巴契夫启动重组改革时，曾指责勃列日涅夫恶化了苏联的经济政治体制，称他的统治为“统治时代”。戈巴契夫声称，勃列日涅夫遵循着“激进的新史達林主义路线”。不过在后来作出的声明中，戈巴契夫保证勃列日涅夫本人不像他所做的事那样糟糕，表示“勃列日涅夫跟现在描绘他的卡通人物不像”。
英国历史学家罗伯特·瑟威斯在他的著作《从沙皇时代到21世纪的俄罗斯》（Russia: From Tsarism to the Twenty-First Century）表示：“当他（勃列日涅夫）接任赫鲁雪夫时，他仍然是一个有充满激情的政治家，希望将党和政府的工作搞得更加有效率。他并不懒散，他也不墨守成规。但他的总部长职位已经变得名存实亡，将共产主义带向自1917年以来最深的鄙视。”他补充道，“很难对勃列日涅夫感到深深的遗憾”，他的社会经济政策已经把国家送入了他的继任者永远不能完全恢复过来的停滞时代。塔拉勒·尼扎梅丁（Talal Nizameddin）在他的著作《俄罗斯与中东国家：步向新的外交政策》（Middle East: Towards A New Foreign Policy）表示“勃列日涅夫的遗产总体上不被他的羸弱继承者（指安德罗波夫和康斯坦丁·契尔年科）的影响，但被阿富汗纠缠，跟中国和日本紧张起来，还把与组建星球大战计划的美国进行的军备竞赛的前景推向新的前景。历史学家大卫·达伊克（David Dyker）在他的著作《戈巴契夫治下的苏联：改革前景》（The Soviet Union under Gorbachev: Prospects for Reform）表示，勃列日涅夫留给他的继任者一个遭受国内外问题痛苦的苏联”。达伊克表示，最大的障碍是经济的疲软，再加上技术上的相对落后，苏联在勃列日涅夫后期的境外影响力明显削弱。
《苏联悖论：外扩内衰》（The Soviet Paradox: External Expansion, Internal Decline）的作者斯威林·毕阿拉（Seweryn Bialer）对勃列日涅夫统治的评估更加复杂。比阿拉认为，那个年代是“失去机会”的时候，但也承认勃列日涅夫执政的头几年苏联经济的发展会使得他们“要进行彻底改革的理由”站不住脚。不管怎样，正如比阿拉在他的书中所指出的，在勃列日涅夫1982年逝世后，即使是他亲自建立起的老人政治领导层也表态不会对勃列日涅夫的领导抱有丝毫幻想。在著作《俄罗斯的转型：一个摇摇欲坠的体系的快照》（Russia's Transformation: Snapshots of a Crumbling System）中，罗伯特·文森特·丹尼尔斯（Robert Vincent Daniels）认为勃列日涅夫“给了国家稳定，撇开其他不说，即便这是警察国家的稳定性”，他的国内外政策都会努力尝试保持“现状”。丹尼尔斯认为，勃列日涅夫统治时期可划分为两个部分。第一部分起于1964年，结束于1975年，顺应“现状领导层，构筑经济，追求缓和，保持国内政治平衡。”第二阶段曾始于1975年，状况完全相反；经济停止增长，集体领导随着尼古拉·维克托罗维奇·波德戈尔内被撤职结束，勃列日涅夫培养个人崇拜，苏联本身开始停滞不前。历史学家吉里·瓦伦塔（Jiří Valenta）和弗兰克·齐布尔卡（Frank Cibulka）在他的著作《戈巴契夫的新思维和第三世界的冲突》（Gorbachev's New Thinking and Third World Conflicts）对勃列日涅夫时代下了“国内和外交政策失败和成功同时存在”的定义。不过，他们认为，到他死时，他的失败成为严重的慢性系统性问题。瓦伦他和齐布尔卡认为，勃列日涅夫的主要成就是他的外交和国防政策，然而，随着经济的下降，这些成就从长远角度来看部耐用。他们还指出，苏联能够巩固自己作为超级大国的地位，这反过来又增加了他们在非共产主义的第三世界国家中的影响力。
往积极的方面看，伊恩·撒切尔（Ian Thatcher）认为“勃列日涅夫应被誉为苏联政治艺术最成功的代表人物之一，而不是要让他有最受污蔑的苏联领导人的名声。”他认为，勃列日涅夫是苏联政治制度框架内的优秀政治家。德米特里·佩斯科夫表示，勃列日涅夫不是国家历史的负面，而是一个巨大的加号，他奠定了国家的经济农业基础。阿奇·布朗（Archie Brown）在他的著作《共产主义的兴衰》（The Rise & Fall of Communism）中写道，“从共产党统治者的角度来看，勃列日涅夫在许多方面是取得成功的。”布朗补充道，苏联到20世纪70年代早期在军事上与美国大致齐平，成为世界军事意义上的超级大国。布朗表示，“勃列日涅夫使数以千万计的苏联民众生活在平静的，比以前更具预见性的生活中的时期里”，那时“大多数人并没有生活在对克格勃的恐惧中。”

## 民意调查
相较于他的继任者和前任者，勃列日涅夫在俄罗斯的民意调查中表现不俗。但是，在西方国家中，他最容易引发对经济开始出现停滞和苏联解体的怀念。2000年俄罗斯舆论研究中心（VTsIOM）的一项民意调查询问许多俄罗斯人的问题是：“特定时期对国家而言是更加积极或是更加消极？”36%的受访者认为勃列日涅夫任期积极多过消极。他的前任赫鲁雪夫凭借33%的支持率紧随其后。1999年9月，民意基金会（Public Opinion Fund）的一项民意调查同意选择勃列日涅夫时期作为20世纪“普通人过得最好”的时期，比例是压倒性的51：10。在1994年完成的一项类似的调查，显示勃列日涅夫获得36：16的压倒性优势。2006年民意调查基金会的调查显示，61%的俄罗斯人认为勃列日涅夫时代对国家有利。2007年，VTsIOM的一项民意调查显示大部分俄国人选择生活在勃列日涅夫时代多过20世纪俄罗斯历史上的其他时代。研究人员注意到勃列日涅夫跟其他共产党领导人的人气在1998年俄罗斯金融危机前后飙升，这被许多陷入贫困的俄罗斯人的深刻铭记。当比较这两个时期时，俄罗斯人最能记住勃列日涅夫时期苏联的价格和收入稳定，而不是他被西方国家所铭记的社会经济停滞。

## 脚注
1. ↑  . Time. 1982-11-22: 3  [2011-01-23]. （原始内容存档于2012-11-06）.
2. ↑  White 2000，第211頁.
3. ↑  Service 2009，第428頁.
4. ↑  Service 2009，第429頁.
5. ↑  Service 2009，第430頁.
6. ↑  Service 2009，第432頁.
7. ↑  Kort 2010，第357頁.
8. ↑  Bacon & Sandle 2002，第19頁.
9. ↑  Geldern, James von. . Soviethistory.org.   [2011-02-04]. （原始内容存档于2011-07-22）.
10. ↑  White 1993，第79頁.
11. ↑  Staar 1991，第42頁.
12. ↑  Chaney 1996，第263頁.
13. ↑  White 1993，第80頁.
14. ↑  Churbanov 2001，第149頁.
15. ↑  Bacon & Sandle 2002，第1頁.
16. ↑  Bacon & Sandle 2002，第2頁.
17. ↑  Bacon & Sandle 2002，第27頁.
18. ↑  Service 2009，第427頁.
19. ↑  Nizameddin 1999，第44頁.
20. ↑  Dyker 1987，第166頁.
21. ↑  Bialer 1986，第55–56頁.
22. ↑  Daniels 1998，第46頁.
23. ↑  Daniels 1998，第49–50頁.
24. ↑  Valenta & Cibulka 1990，第4–5頁.
25. ↑  Bacon & Sandle 2002，第207頁.
26. ↑  Staff writer. . The Guardian. Guardian News and Media. 2001-10-05  [2012-07-05].
27. ↑  Brown 2009，第415頁.
28. ↑  Brown 2009，第416頁.
29. 1 2  Bacon & Sandle 2002，第6頁.
30. ↑  Bacon & Sandle 2002，第5頁.
31. ↑  . Angus-Reid.com.   [2011-02-02]. （原始内容存档于2012-07-18）.
32. ↑  . Rosbalt.ru. 2007-04-25  [2011-02-02]. （原始内容存档于2007-11-12） （俄语）.